# Dai Sijie
Dai Sijie (xinès simplificat: 戴思杰, xinès tradicional: 戴思傑, pinyin: Dài Sījié) (1954, Putian, Fujian, Xina) és un cineasta i novel·lista xinès que viu a França des del 1984.

## Biografia
És conegut per les seves novel·les Balzac i la petita modista xinesa i El complex de Di. Fa els estudis primaris fins que té dotze anys, i entra a l'institut el 1969. Durant la Revolució Cultural (del 1966 al 1976) els seus pares, metges, anomenats "burgesos reaccionaris" són tancats a presó. L'envien el 1971 a un camp de reeducació en un poble molt mal comunicat a les muntanyes de la província de Sichuan. El 1974, té autorització per tornar a casa. Aquesta experiència li servirà més endavant com a inspiració per a la novel·la Balzac i la petita modista xinesa (2000).
Treballa a un institut de província. Quan mor Mao Zedong, el 1976, entra a la Universitat de Pequín per fer-hi els estudis d'història i art xinesos. Rep una beca per anar a l'estranger, i escull França com a destinació (1984).
S'instal·la al país gal i fa els estudis de cinema a l'IDHEC. Amb el seu primer llargmetratge, Xina, el meu dolor (1989), rep el premi Jean-Vigo.

## Filmografia
- 1984: El temple de la muntanya (Le temple de la montagne), curtmetratge
- 1989: Xina, el meu dolor (Chine ma douleur), premi Jean-Vigo
- 1994: El menjador de lluna (Le Mangeur de lune)
- 1998: Tang, l'onzè (Tang le onzième)
- 2002: Balzac i la petita modista xinesa (Balzac et la Petite Tailleuse chinoise)
- 2006: Les filles del botànic (Les Filles du botaniste)